# Хассан Фархан
Хассан Фархан Хассун (араб. حسن فرحان حسون, нар. 29 червня 1953, Багдад) — іракський футболіст, що грав на позиції захисника. Відомий за виступами у складі клубу «Аль-Джаїш», та у складі збірної Іраку на кількох великих міжнародних турнірах.

## Клубна кар'єра
Хассан Фархан народився в Багдаді. У дорослому футболі дебютував 1972 року виступами за столичну команду «Аль-Джаїш», у якій провів всю свою кар'єру гравця, яка тривала до 1985 року, та став у її складі чемпіоном Іраку в сезоні 1983—1984 років. Після завершення виступів на футбольних полях Фархан працював тренером у низці футбольних клубів арабських країн.

## Виступи за збірну
Хассан Фархан дебютував у складі збірної Іраку у 1973 році. У 1974 та 1978 роках він грав у складі збірної на футбольному турнірі Азійських ігор. У 1980 році у складі збірної він брав участь в Олімпійських іграх у Москві. У складі збірної грав до 1982 року, загалом провів у її складі 101 матч, у яких відзначився 7 забитими м'ячами.

## Титули і досягнення
- Чемпіон Іраку: 1983—1984
- Переможець Кубка націй Перської затоки: 1979